# Rio Alma
O rio Alma está localizado na região de Marlborough, na Nova Zelândia. Corre através dos terrenos ásperos do interior, antes de encontrar o rio Severn, próximo da ligação entre o rio Severn e o rio Acheron.

## Veja Tambèm
- Lista dos rios de Nova Zelândia